# Landratswahlen in Sachsen 1994
Die Landratswahlen in Sachsen 1994 waren die ersten Landratswahlen in Sachsen, bei denen die Landräte direkt vom Volk gewählt wurden. In allen Landkreisen, in denen eine Wahl stattfand siegten die CDU-Bewerber. 

## Wahlsystem
Bei den Wahlen hatte jeder Wähler eine Stimme. Es galten die Prinzipien der Mehrheitswahl. Im ersten Wahlgang musste ein Kandidat die Mehrzahl der abgegebenen Stimmen, das heißt die absolute Mehrheit, auf sich vereinen, um gewählt zu werden. Erzielte kein Bewerber die absolute Mehrheit wäre ein zweiter Wahlgang, eine sogenannte Neuwahl, nötig geworden, bei dem die relative Mehrheit ausgereicht hätte.
Neuen, im ersten Wahlgang nicht angetretenen, Bewerbern wäre es möglich gewesen im zweiten Wahlgang ebenfalls zu kandidieren.

## Ausgangslage
Traditionell ist die CDU besonders bei Kommunalwahlen stark. Die meisten Landräte in Sachsen stellte bisher die CDU. 
In der Nachwendezeit erzielte die CDU in Sachsen häufig absolute Mehrheiten. Auch bei der folgenden Landtagswahl im September 1994 verteidigte die CDU ihre absolute Mehrheit und steigerte sich auf 58,1 % der Stimmen.

## Wahlergebnisse
Wahlen fanden in allen Kreisen außer dem Landkreis Meißen, dem Landkreis Kamenz, dem Landkreis Dresden-Land und dem Landkreis Hoyerswerda, für die das Sächsische Verfassungsgericht die Wahl unterband, statt.
Die Wahlergebnisse werden vom sächsischen Statistikamt nicht in Gänze angegeben. So fehlen Angaben zu den genauen Stimmenzahlen und zu den unterlegenen Kandidaten. Es folgen die Wahlergebnisse der Kreise in alphabetischer Reihenfolge.
| Kreis                               | Wahltag  | gewählte Bewerber  | Vorschlag | Stimmen (absolut) | Stimmen (%) | abgegebene Stimmen |
| ----------------------------------- | -------- | ------------------ | --------- | ----------------- | ----------- | ------------------ |
| Landkreis Annaberg                  | 26. Juni | Wilfried Oettel    | CDU       | 17.777            | 51,7        | 34.402             |
| Landkreis Bautzen                   | 12. Juni | Horst Gallert      | CDU       | 55.892            | 64,0        | 87.343             |
| Landkreis Chemnitzer Land           | 26. Juni | Christoph Scheurer | CDU       | 23.354            | 64,9        | 36.001             |
| Landkreis Delitzsch                 | 26. Juni | Michael Czupalla   | CDU       | 16.649            | 53,1        | 31.371             |
| Landkreis Döbeln                    | 12. Juni | Manfred Graetz     | CDU       | 27.656            | 63,9        | 31.371             |
| Landkreis Freiberg                  | 26. Juni | Eberhard Löffler   | CDU       | 21.945            | 50,0        | 43.884             |
| Landkreis Leipziger Land            | 26. Juni | Werner Dieck       | CDU       | 30.706            | 49,8        | 61.685             |
| Mittlerer Erzgebirgskreis           | 12. Juni | Albrecht Kohlsdorf | CDU       | 33.330            | 58,8        | 56.731             |
| Landkreis Mittweida                 | 12. Juni | Andreas Schramm    | CDU       | 43.920            | 54,8        | 80.130             |
| Muldentalkreis                      | 12. Juni | Gerhard Gey        | CDU       | 37.832            | 60,0        | 63.072             |
| Niederschlesischer Oberlausitzkreis | 26. Juni | Erich Schulze      | CDU       | 17.994            | 59,2        | 30.407             |
| Landkreis Riesa-Großenhain          | 26. Juni | Rainer Kutschke    | CDU       | 40.786            | 62,3        | 65.504             |
| Landkreis Löbau-Zittau              | 12. Juni | Volker Stange      | CDU       | 49.998            | 56,8        | 88.072             |
| Landkreis Sächsische Schweiz        | 26. Juni | Michael Geisler    | CDU       | 22.502            | 58,0        | 38.773             |
| Landkreis Stollberg                 | 12. Juni | Udo Hertwich       | CDU       | 33.777            | 59,7        | 56.549             |
| Landkreis Torgau-Oschatz            | 12. Juni | Robert Schöpp      | CDU       | 28.356            | 51,2        | 55.372             |
| Weißeritzkreis                      | 12. Juni | Bernd Greif        | CDU       | 37.128            | 60,3        | 61.565             |
| Landkreis Aue-Schwarzenberg         | 26. Juni | Karl Matko         | CDU       | 35.844            | 75,0        | 47.776             |
| Landkreis Zwickauer Land            | 26. Juni | Christian Otto     | CDU       | 29.914            | 69,4        | 43.127             |
| nichtige Wahlergebnisse             |          |                    |           |                   |             |                    |
| Elstertalkreis[Anm. 1]              | 26. Juni | Tassilo Lenk       | CDU       | 16.592            | 67,2        | 24.705             |
| Göltzschtalkreis[Anm. 1]            | 12. Juni | Winfried Eichler   | CDU       | 37.573            | 51,5        | 72.930             |

[Anm. 1] Die Kreise wurden nie gegründet und gingen im Vogtlandkreis auf. Siehe auch: Geschichte des Vogtlandkreises